# Закономірність
Закономірність — об'єктивний, постійний і необхідний взаємозв'язок між предметами, явищами або процесами, що випливає з їх внутрішньої природи, сутності. Існують три основні групи законів:
- специфічні (частинні), наприклад, закон додавання швидкостей у механіці;
- загальні для великих груп явищ, наприклад, закон збереження та перетворення енергії;
- загальні або універсальні.

Закономірності можуть описуватися аналітичними та емпіричними рівняннями.